# Zinkselenid
Zinkselenid (ZnSe) ist ein II-VI-Verbindungshalbleiter-Material. Der Halbleiter-Kristall besteht hier nicht aus einem reinen Element, wie z. B. Silicium, sondern 1:1 aus stöchiometrischen Mengen Zink-Kationen (Zn) und Selen-Anionen (Se).

## Vorkommen
Zinkselenid kommt natürlich in Form des Minerals Stilleit vor.

## Gewinnung und Darstellung
Zinkselenid kann durch Reaktion von Lösungen von Zinksulfat und Selenwasserstoff hergestellt werden.
{\displaystyle \mathrm {ZnSO_{4}+H_{2}Se\longrightarrow ZnSe+H_{2}SO_{4}} }
Ebenfalls möglich ist die Herstellung durch Reaktion von Zinkoxid mit Zinksulfid und Selen bei 800 °C
{\displaystyle \mathrm {2\ ZnO+ZnS+3\ Se\longrightarrow 3\ ZnSe+SO_{2}} }
oder durch Reaktion von Zinksulfid mit Selen(IV)-oxid.
{\displaystyle \mathrm {ZnS+SeO_{2}\longrightarrow ZnSe+SO_{2}} }
Die  hexagonale Modifikation kann durch Einwirken von Selenwasserstoff auf Zinkchlorid-Dampf erhalten werden.

## Eigenschaften
Zinkselenid ist ein zitronengelbes Pulver, das löslich in rauchender Salzsäure unter Selenwasserstoff-Entwicklung ist. Es besitzt je nach Modifikation eine Kristallstruktur vom Zinkblende- (a = 5,67 Å) oder Wurtzit-Typ (a = 3,98, c = 6,53 Å).

## Verwendung

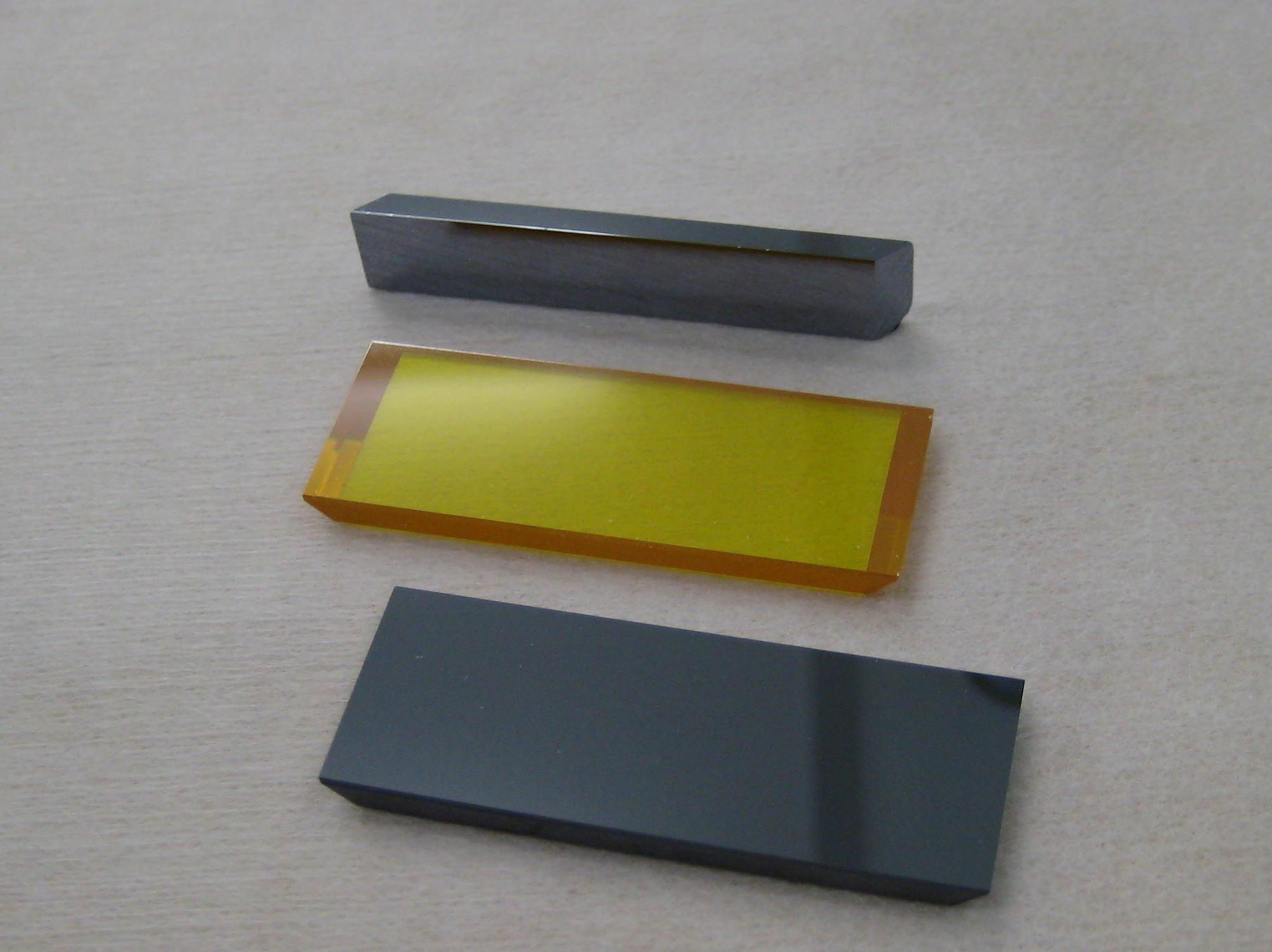
ATR-Messkristalle für die Infrarotspektroskopie. Der gelbe Kristall in der Mitte besteht aus Zinkselenid.

Zinkselenid wird u. a. zur Herstellung optisch hochreflektiver Oberflächen verwendet, wo es in dünnen Schichten abwechselnd mit einem anderen Stoff, z. B. Kryolith im Vakuum aufgedampft wird (Vielschichtspiegel in der Lasertechnik).
Außerdem ist es im Gegensatz zu normalem Glas sowohl im infraroten Bereich als auch im sichtbaren Wellenlängenbereich transparent. Es eignet sich deshalb besonders zur Herstellung von optischen Fenstern und Fokussierlinsen für z. B. CO2-Laser oder Festkörperlaser. Die optischen Eigenschaften des Materials können genutzt werden, um die eigentliche Bearbeitungswellenlänge zu transmittieren, und ermöglichen gleichzeitig die Transmission eines meist roten Halbleiterlasers zur Justage des Strahlengangs.
Die Infrarottransparenz von Zinkselenid macht es auch interessant für den Einsatz in der Infrarotspektroskopie. Der nutzbare Spektralbereich liegt zwischen 20.000 und 650 cm−1 (0,5 bis 15 µm). In diesem Bereich wird Zinkselenid als Messkristall für die Technik der abgeschwächten Totalreflexion (vgl. ATR-Spektroskopie) eingesetzt. Hier wird das Material auch als Irtran-1 bezeichnet. Es gilt bei vielen Routineanwendungen als eines der bevorzugten Ersatzmaterialien für das sehr giftige Thalliumbromidiodid (KRS-5). Der Brechungsindex der beiden Materialien ist in diesem Bereich sehr ähnlich. Der Brechungsindex von ZnSe bei 1000 cm−1 liegt bei 2,4. Es ist jedoch nicht geeignet für den Einsatz in Verbindung mit starken Säuren und Basen, da diese die Oberfläche ätzen. Ähnliches gilt für Komplexbildner wie EDTA und Ammoniak.

## Sicherheitshinweise
Kommt Zinkselenid mit Säuren in Kontakt, wird sehr giftiges Selenwasserstoffgas freigesetzt.